# Vernon Allatt
Vernon Allatt (sinh ngày 28 tháng 5 năm 1959) là một cựu cầu thủ bóng đá người Anh thi đấu ở Football League cho Crewe Alexandra, Halifax Town, Preston North End, Rochdale và Stockport County.